# مایو موکایدا
مایو موکایدا (به ژاپنی: 向田 真優،  زادهٔ ۲۲ ژوئن ۱۹۹۷) کشتی‌گیر زن آزادکار اهل ژاپن است.
از افتخارات وی می‌توان به کسب مدال طلا المپیک ۲۰۲۰ توکیو و سه مدال طلا مسابقات قهرمانی کشتی جهان ۲۰۲۲ و مسابقات قهرمانی کشتی جهان ۲۰۱۸ و مسابقات قهرمانی کشتی جهان ۲۰۱۶ و دو مدال نقره مسابقات قهرمانی کشتی جهان ۲۰۱۹ و مسابقات قهرمانی کشتی جهان ۲۰۱۷ اشاره کرد.